# Ispanaklı Selanik böreği
Ispanaklı Selanik böreği (Ispanaklı Boşnak böreği, Zeljanica en bosniaque) est une tarte salée aux épinards turque et bosniaque,,.
Le börek tire son nom de Salonique. Le nom signifie börek aux épinards bosniaque (Ispanaklı Boşnak böreği) car le börek est extrêmement courant en Bosnie-Herzégovine.